# Giovanni Marin (filosofo)
Giovanni Marin (Venezia, 1414 circa – ...) è stato un filosofo, giurista e ambasciatore italiano.

## Biografia
Nato a Venezia dal nobile Rosso Marin, studiò con profitto sotto l'insegnamento dell'umanista Vittorino da Feltre a Venezia, dal quale apprese la lingua greca, latina e la retorica. Frequentò il ginnasio, presso il quale recitò eloquenti orazioni in encomio agli uomini illustri veneziani. Si laureò in diritto all'Università degli studi di Padova. Nel 1440 fu ambasciatore della Repubblica di Venezia presso gli Estensi e quindi presso la Repubblica di Firenze.